# 樺太島歌
「樺太島歌」（からふととうか）は、昭和時代戦前の日本において制定されていた樺太庁の庁歌である。作詞・本間一咲、作曲・山田耕筰。
本項では、同じSPレコードのB面に収録されている「樺太行進歌」（からふとこうしんか）についても解説する。

## 解説
樺太（サハリン島）の北緯50度以南は1918年（大正7年）制定の共通法で内地とされながらも道府県が置かれなかったが、1938年（昭和13年）8月23日に樺太庁長官がラジオで内地の県民歌に相当する樺太庁の庁歌を制定する方針を発表し、歌詞の公募を実施した。10月10日の締め切り時点で樺太および本土から746編の応募作が集まり、11月3日に東京府の本間一咲が応募した歌詞が一等入選として採用される。翌1939年（昭和14年）5月には、ポリドール（現ユニバーサルミュージック）から奥田良三が歌唱するレコードが発売された。
1945年（昭和20年）8月、ソビエト連邦の対日宣戦布告を経て日本領であった南樺太全域がソ連軍に占領され、1949年（昭和24年）には行政組織としての樺太庁も廃止された。現在は、札幌市にある北海道庁旧本庁舎2階の樺太関係資料館においてパネル展示で「樺太島歌」が紹介されている。旋律は2015年（平成27年）12月31日に著作権の保護期間を満了した。
日本の旧樺太庁が制定した「樺太島歌」から直接の後継となるものではないが、現在のロシア連邦においては旧南樺太を含むサハリン島全域とロシアの実効支配下にあり日本が返還を要求している北方領土（南千島・色丹・歯舞）を含めた千島列島（クリル列島）を管轄下に置くサハリン州の州歌として「サハリン州賛歌（露:Гимн Сахалинской области,ローマ字転写:Gimn Sakhalinskoi oblasti,カタカナ転写:ギームン・サハリンスコイ・オーブラスチ)が制定されている。但し、法的にはサハリン州は樺太庁を継いだものではない。

### 樺太行進歌
「樺太行進歌」は「樺太島歌」のB面曲として作成された東海林太郎と関種子のデュエット曲である。作詞は藤田まさと、作曲および編曲は長津義司。
1934年（昭和9年）に徳山璉の歌唱でビクターレコードから発売された「樺太行進曲」（作詞・山路溪楓、補作・野口雨情、作曲および編曲・松平信博）は題名が類似しているためポリドールの「樺太行進歌」と混同されることがあるが、両楽曲に関連性は無い。

## 収録曲
- 「樺太庁選歌 樺太島歌」（ポリドール、AT-24）

A面
樺太島歌 [3:02] - 歌唱：奥田良三
作詞 - 本間一咲、作曲 - 山田耕筰
B面
樺太行進歌 [2:48] - 歌唱：東海林太郎、関種子
作詞 - 藤田まさと、作曲・編曲 - 長津義司